# Sensetalbahn

Logo Sensetalbahn AG

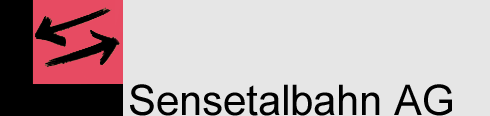
Historisches Logo Sensetalbahn AG

Die Sensetalbahn AG (STB) ist ein Eisenbahnunternehmen in der Schweiz. Sie betrieb die 1904 eröffnete 11,5 km lange  normalspurige Eisenbahnstrecke Flamatt–Laupen–Gümmenen. Namengebend war der noch heute in Betrieb befindliche,  im  Sensetal verlaufende Abschnitt Flamatt–Laupen. Die Fortführung bis Gümmenen wurde 1993 stillgelegt.
Die Aktien der Gesellschaft gingen 2001 an die Schweizerischen Bundesbahnen (SBB) und «Die Post» (34 %) über. Danach wurde die Infrastruktur der Sensetalbahn unter Betriebsvertrag durch die SBB geführt und per 1. Januar 2025 in die Infrastrukturkonzession der SBB integriert.

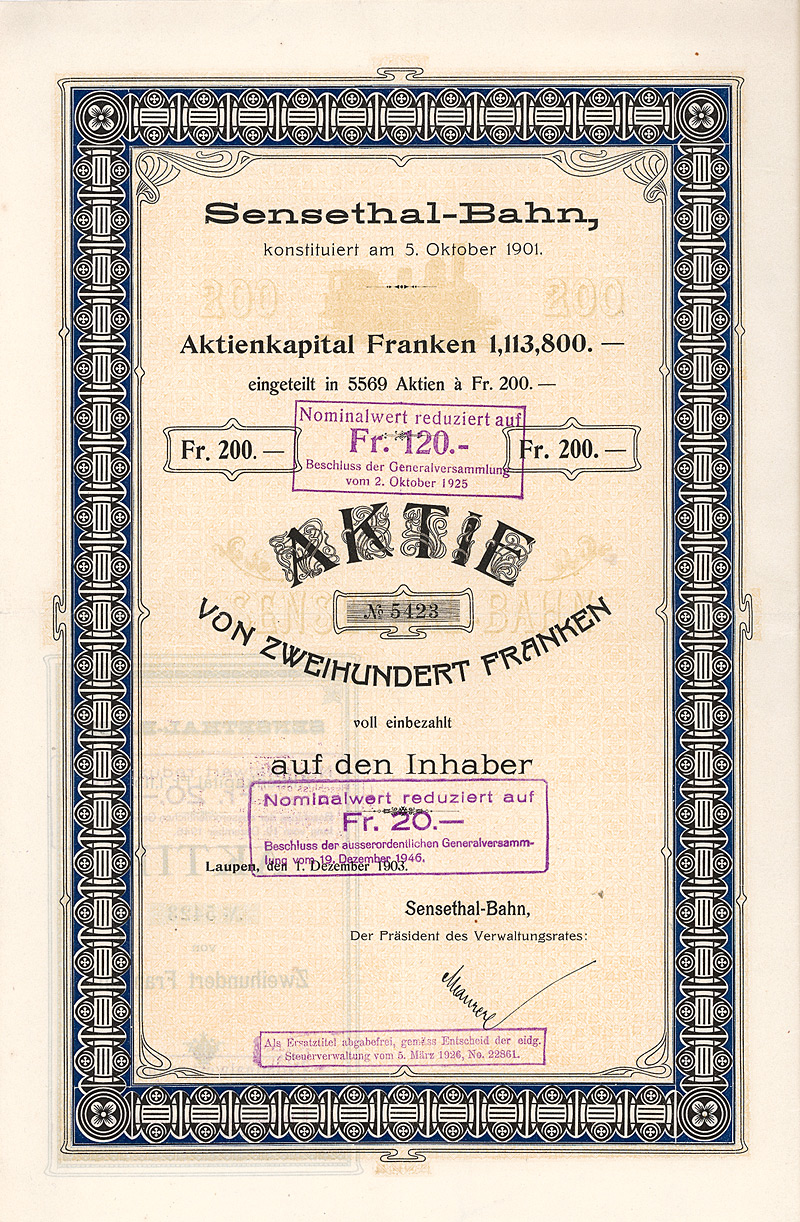
Aktie über 200 Franken der Sensethal-Bahn vom 1. Dezember 1903

| Streckennummer (BAV): | 257                         |                                   |                                   |
| Fahrplanfeld: | 302                         |                                   |                                   |
| Streckenlänge: | 11,45 km (bis 1993) 6,84 km |                                   |                                   |
| Spurweite: | 1435 mm (Normalspur)        |                                   |                                   |
| Stromsystem: | 15 kV 16,7 Hz ~             |                                   |                                   |
| Maximale Neigung: | 36 ‰                        |                                   |                                   |
| Minimaler Radius: | 180 m                       |                                   |                                   |
| |                             |                                   |                                   |
| Flamatt–Laupen–Gümmenen |                             |                                   |                                   |
| \| \| \| SBB-Strecke von Bern S 1 S 2 \| \| \| \| −0,04 \| Flamatt \| 552 m ü. M. \| \| \| \| SBB-Strecke nach Fribourg S 1 \| \| \| \| 0,68 \| Flamatt Dorf \| 532 m ü. M. \| \| \| 1,72 \| Neuenegg \| 523 m ü. M. \| \| \| 4,14 \| Freiburghaus \| 507 m ü. M. \| \| \| 6,80 \| Laupen \| 488 m ü. M. \| \| \| \| Endpunkt S 2 \| \| \| \| 8,2 \| Saanebrücke-Kriechenwil \| 486 m ü. M. \| \| \| \| Bahnverkehr 1993 stillgelegt \| \| \| \| 9,46 \| Gammen-Schönenbühl \| 479 m ü. M. \| \| \| \| Verbindungsgleis zur BN \| \| \| \| \| BN-Strecke von Bern \| \| \| \| 11,41 \| Gümmenen Keilbahnhof \| 494 m ü. M. \| \| \| \| BN-Strecke nach Kerzers–Neuchâtel \| \| |                             |                                   |                                   |
| Strecke |                             | SBB-Strecke von Bern S 1 S 2      | SBB-Strecke von Bern S 1 S 2      |
| Bahnhof | −0,04                       | Flamatt                           | 552 m ü. M.                       |
| Abzweig geradeaus und nach links |                             | SBB-Strecke nach Fribourg S 1     | SBB-Strecke nach Fribourg S 1     |
| Haltepunkt / Haltestelle | 0,68                        | Flamatt Dorf                      | 532 m ü. M.                       |
| Bahnhof | 1,72                        | Neuenegg                          | 523 m ü. M.                       |
| ehemaliger Haltepunkt / Haltestelle | 4,14                        | Freiburghaus                      | 507 m ü. M.                       |
| Kopfbahnhof Strecke ab hier außer Betrieb | 6,80                        | Laupen                            | 488 m ü. M.                       |
| Strecke (außer Betrieb) |                             | Endpunkt S 2                      | Endpunkt S 2                      |
| Haltepunkt / Haltestelle (Strecke außer Betrieb) | 8,2                         | Saanebrücke-Kriechenwil           | 486 m ü. M.                       |
| Strecke (außer Betrieb) |                             | Bahnverkehr 1993 stillgelegt      | Bahnverkehr 1993 stillgelegt      |
| Haltepunkt / Haltestelle (Strecke außer Betrieb) | 9,46                        | Gammen-Schönenbühl                | 479 m ü. M.                       |
| Strecke von links (außer Betrieb) · Abzweig geradeaus und nach rechts (Strecke außer Betrieb) |                             | Verbindungsgleis zur BN           | Verbindungsgleis zur BN           |
| Abzweig ehemals geradeaus und von rechts · Strecke (außer Betrieb) |                             | BN-Strecke von Bern               | BN-Strecke von Bern               |
| Bahnhof · Kopfbahnhof Streckenende (Strecke außer Betrieb) | 11,41                       | Gümmenen Keilbahnhof              | 494 m ü. M.                       |
| Strecke |                             | BN-Strecke nach Kerzers–Neuchâtel | BN-Strecke nach Kerzers–Neuchâtel |

## Rollmaterial
Anfänglich wurde der Zugsverkehr mit Ed-3/4-Dampflokomotiven bewältigt. Sie waren zu schwer und wurden durch sogenannte Glaskasten, Ed-2/2-Dampfloks, ersetzt. 1921 konnte ein von der Preussischen Militäreisenbahn stammender, 1908 in Esslingen erbauter Kittel-Dampftriebwagen erworben werden. Auf die Elektrifikation hin beschaffte die Bahn einen Triebwagen CFe 2/4 101 von SWS und SAAS – unwissend, dass dies das einzige Fahrzeug in der Geschichte bleiben wird, welches nicht aus zweiter Hand übernommen wurde. Bis dieser im Dezember abgeliefert wurde, mietete die STB von den SBB die Ce 4/4 13502, eine MFO-Versuchslokomotive, für den elektrischen Betrieb auf der Strecke Seebach–Wettingen sowie Triebwagen. 1940 konnte die Lok 13502 erworben werden; sie wurde danach als Ce 4/4 1 eingesetzt und 1964 an die SBB verkauft, damit sie im Verkehrshaus der Schweiz ausgestellt werden konnte. 1958 und 1964 kaufte die Bahngesellschaft je einen ABe-4/4-Occasionstriebwagen der Schweizerischen Südostbahn (SOB), die sie fortan als Be 4/4 106 und 107 einsetzte und 1974 mit einem von der BLS umgebauten Steuerwagen Bti 201 ergänzte. Die letzten Triebwagen der STB waren die 1985 von der Bern-Lötschberg-Simplon-Bahn übernommenen BDe 4/6 102 und 103 mit Baujahr 1938. Deren hohes Alter machte sich aber bald bemerkbar, und die letzten Züge der STB wurden mit einem von der Sihltal-Zürich-Uetliberg-Bahn (SZU) gemieteten Pendelzug geführt. Der CFe 2/4 101 wurde 1987 an die damalige Wohlen-Meisterschwanden-Bahn verkauft und erfreut sich seit März 2021 als historisches Fahrzeug (Verein Historische M.Th.B / Betriebsgruppe Triebwagen 101). Die für den Güterverkehr verbliebenen Dieseltraktoren Tm 238 111 und 114 wurden im Jahr 2000 an die SBB verkauft.

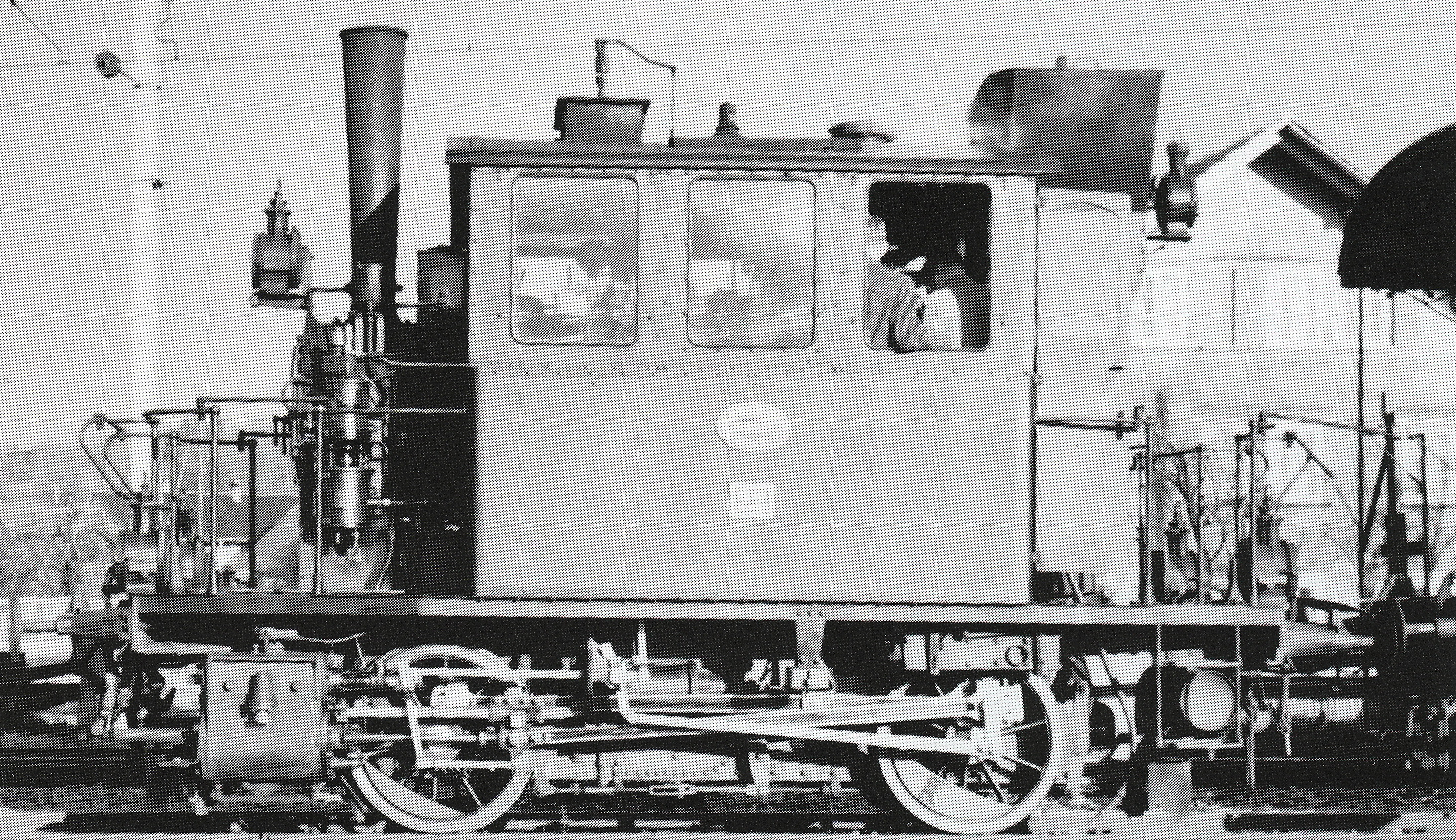
«Glaskasten» Ed 2/2 22
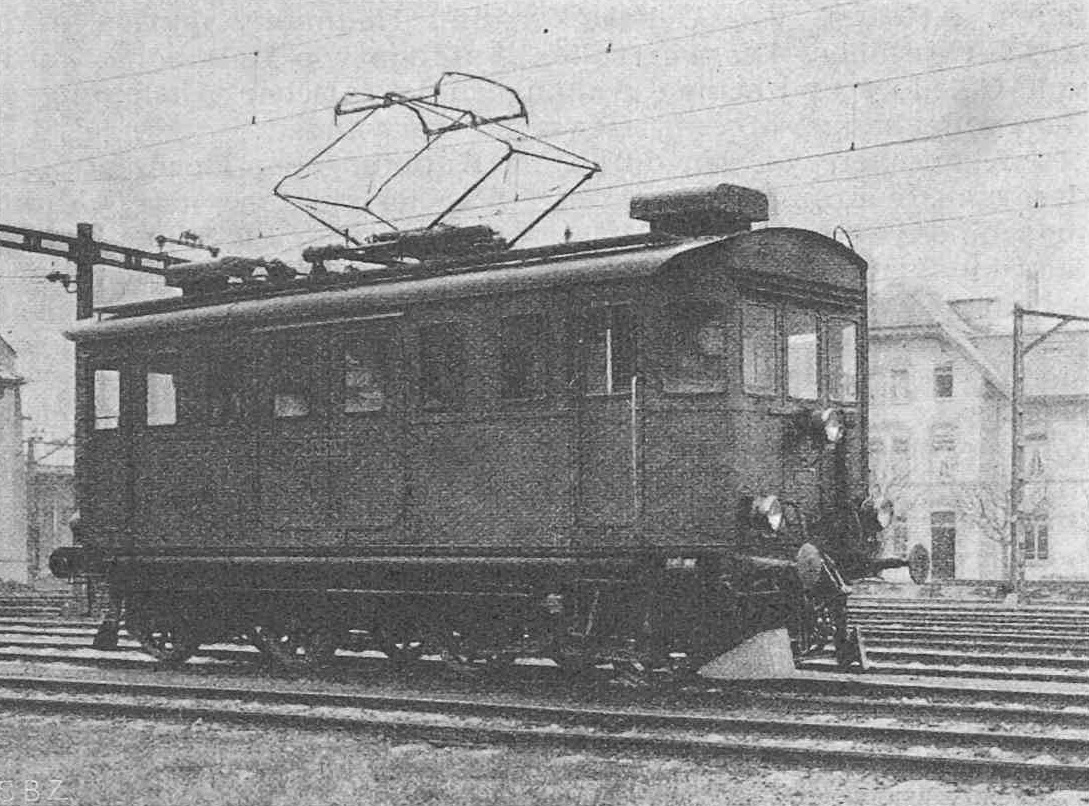
Ce 4/4 1 «Marianne»
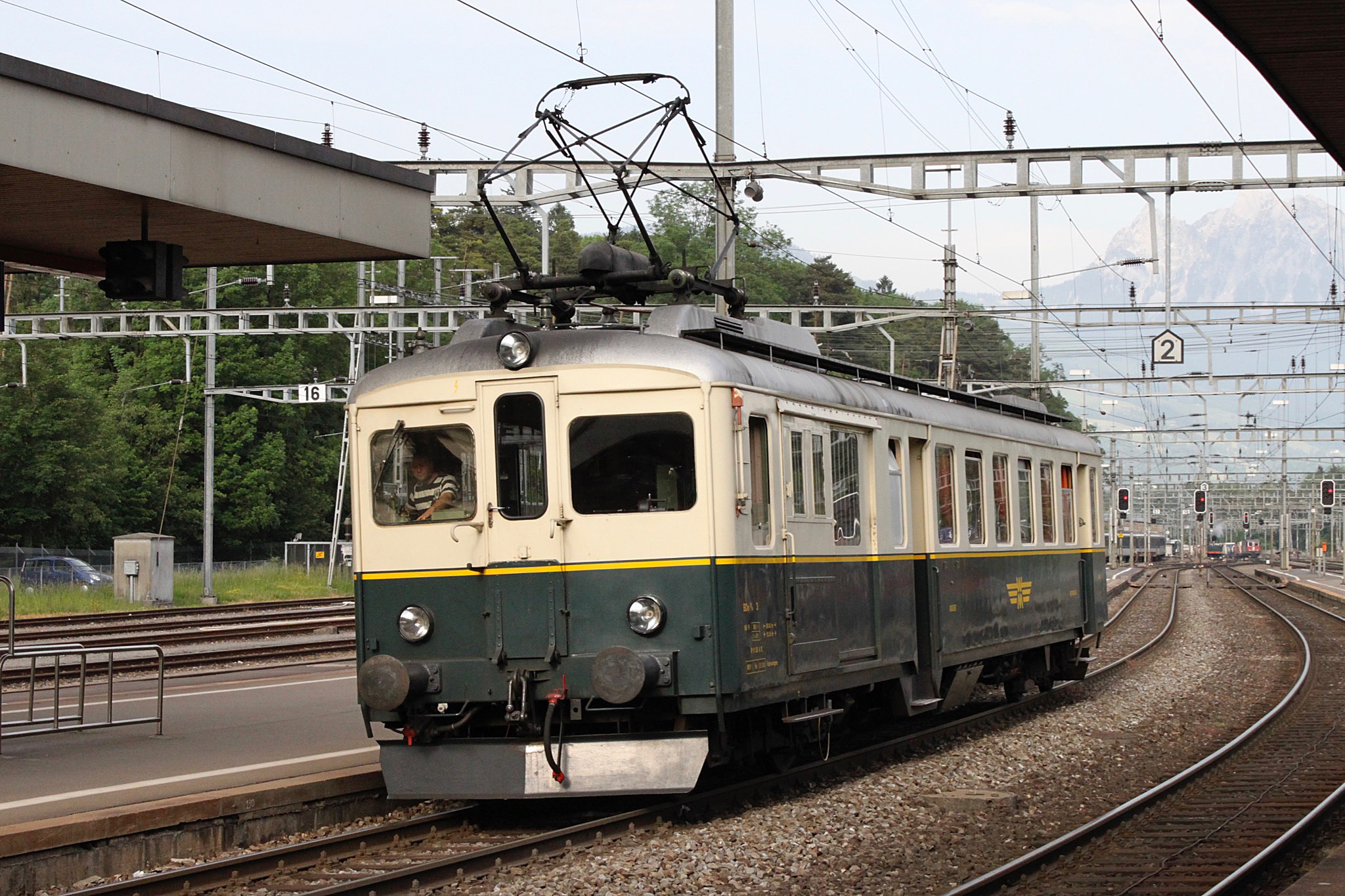
BDe 2/4 101, hier als «Dame du Léman» der Museumsbahn Compagnie ferroviaire du Léman
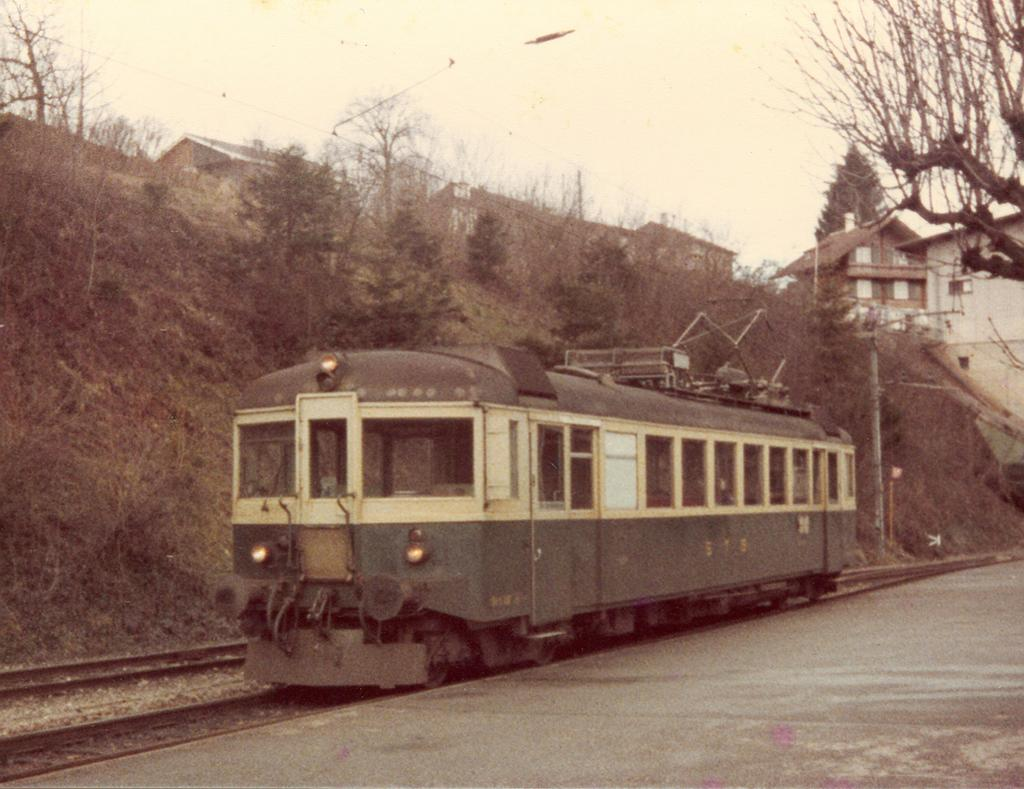
Be 4/4 106 in Gümmenen
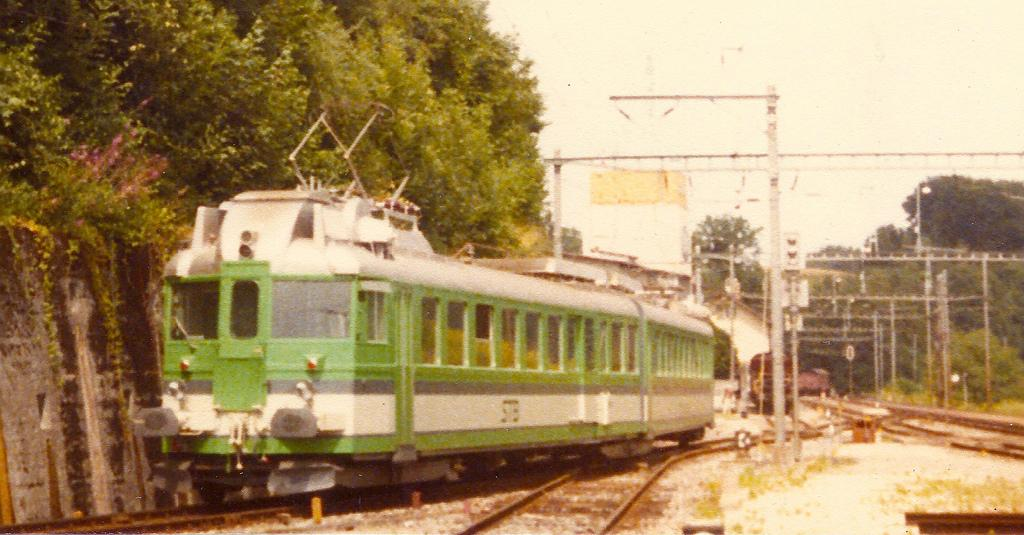
BDe 4/6 102
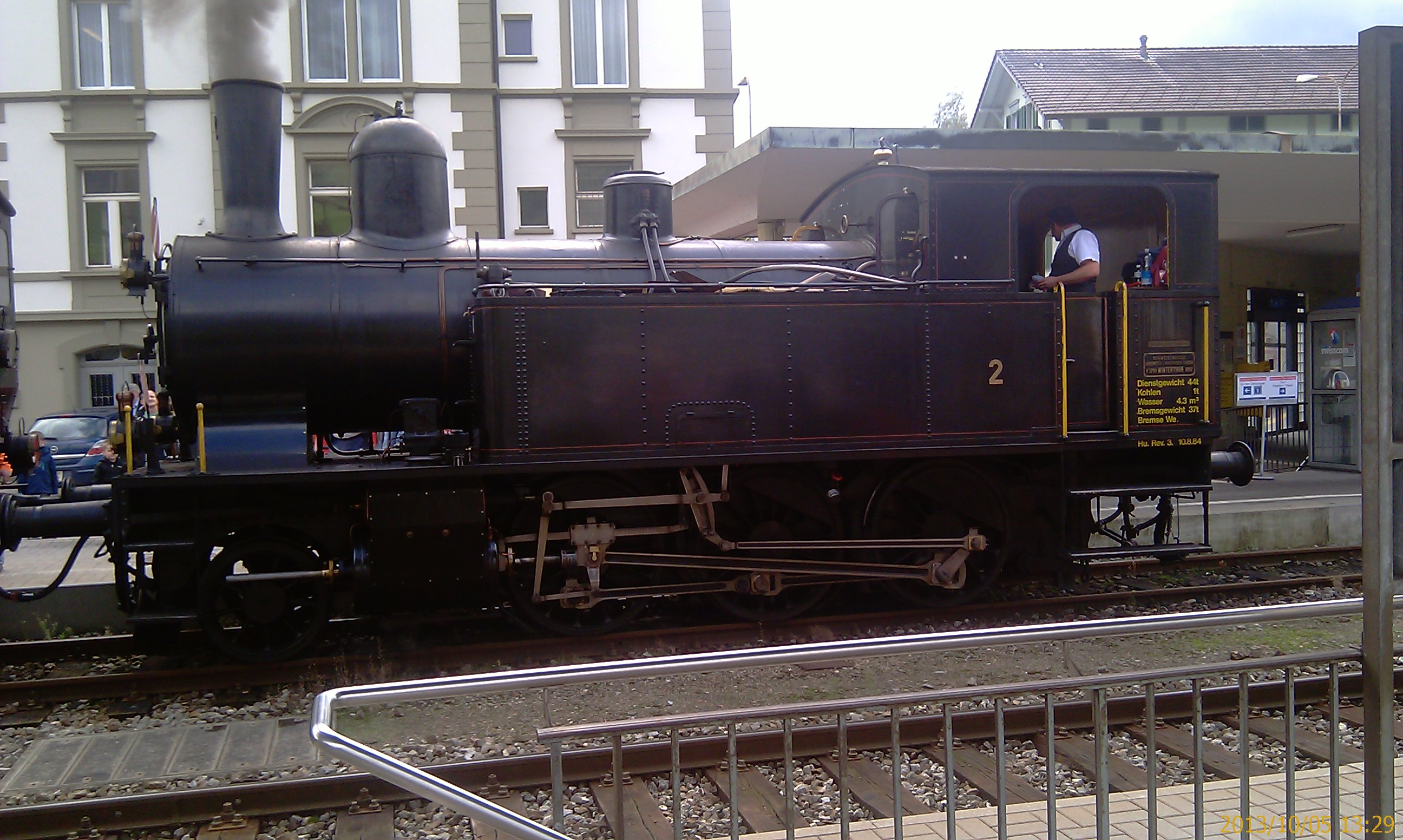
Ed 3/4 2 der Solothurn-Münster-Bahn, baugleich mit den Ed 3/4 31 und 32 der Sensetalbahn

## Ende des Bahnbetriebs

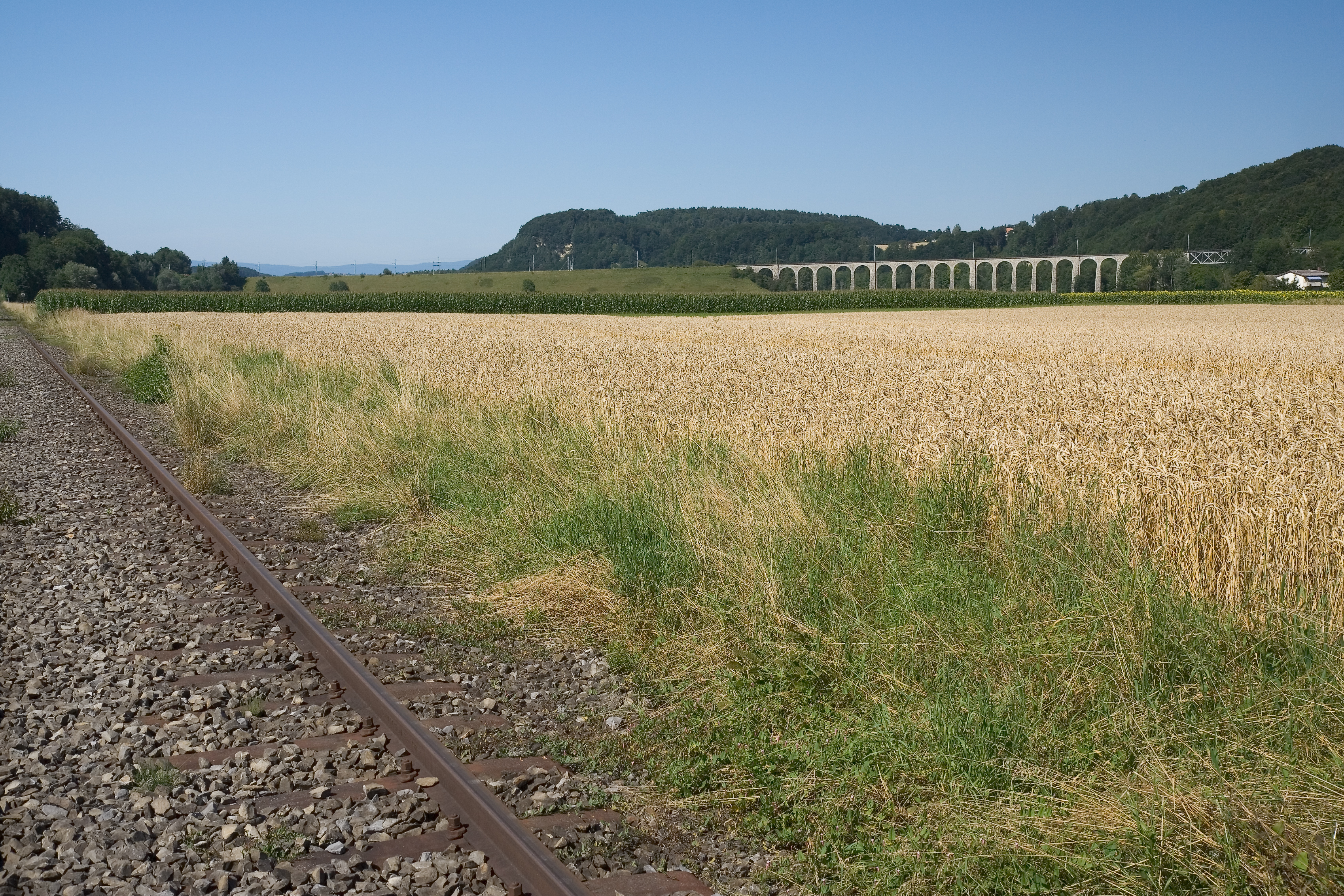
Blick von der stillgelegten Sensetalbahn auf das Gümmenenviadukt

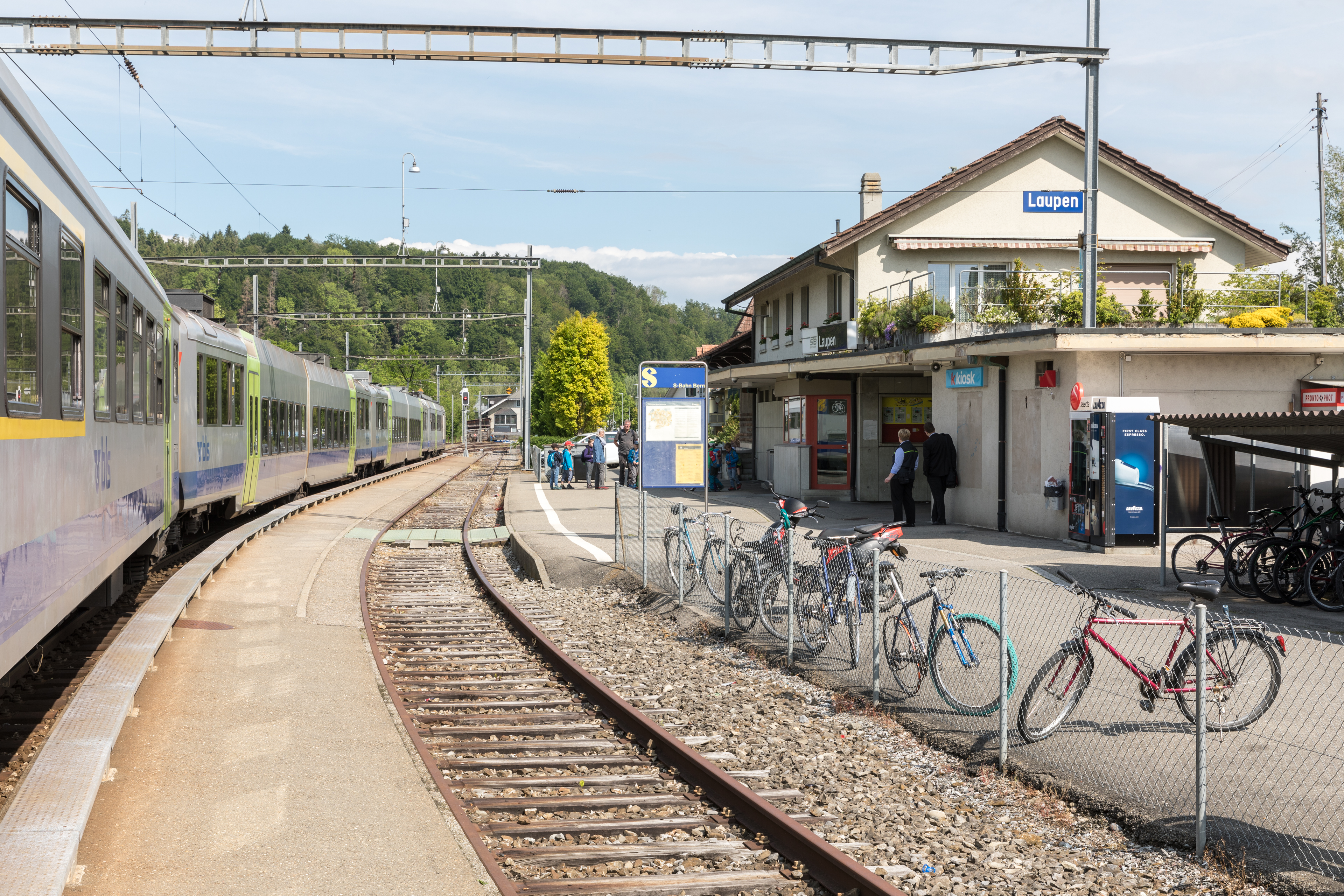
Der Endbahnhof Laupen im Jahr 2019

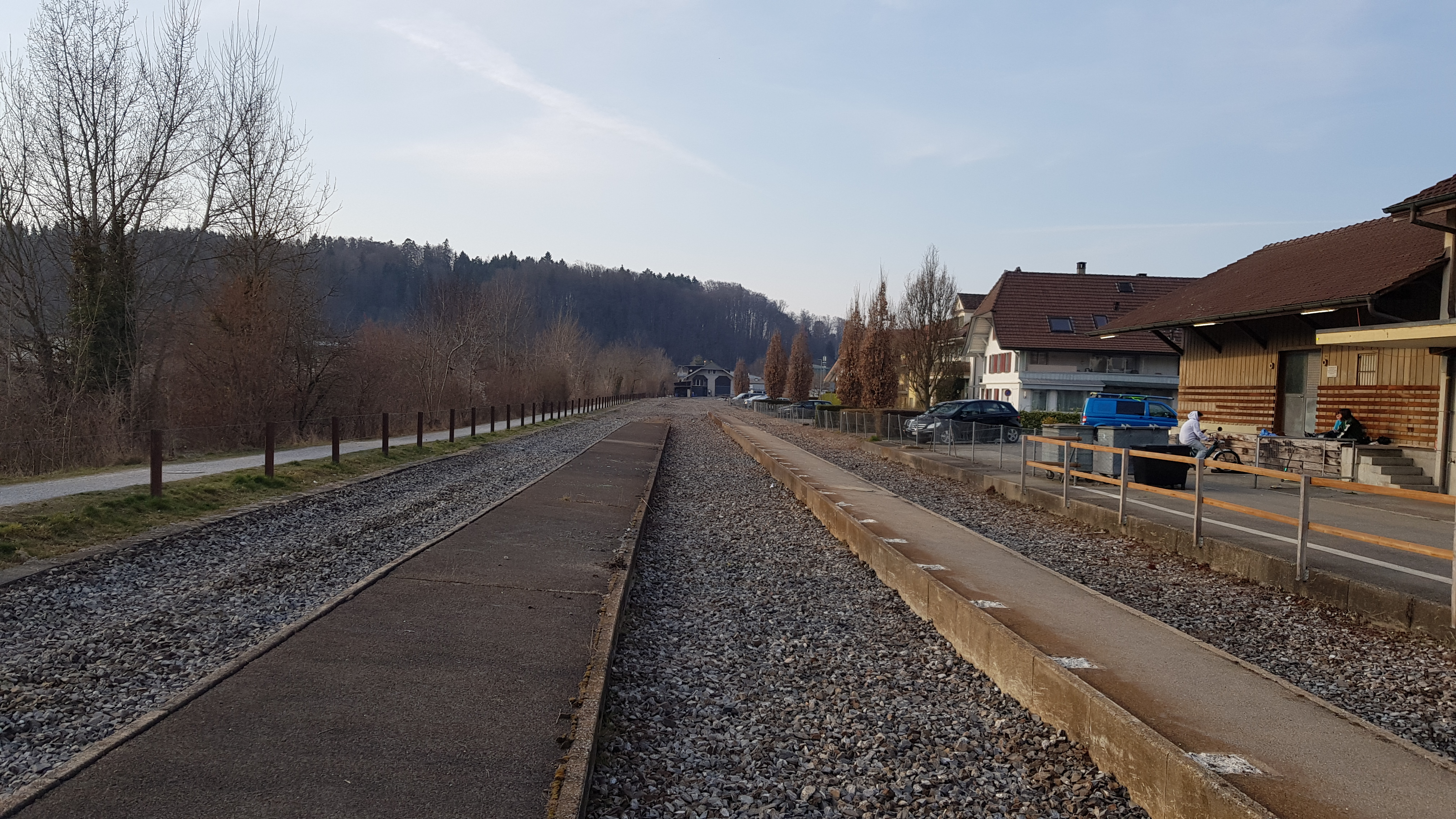
Die Gleisanlagen im alten Bahnhof Laupen BE wurden komplett entfernt (2022)

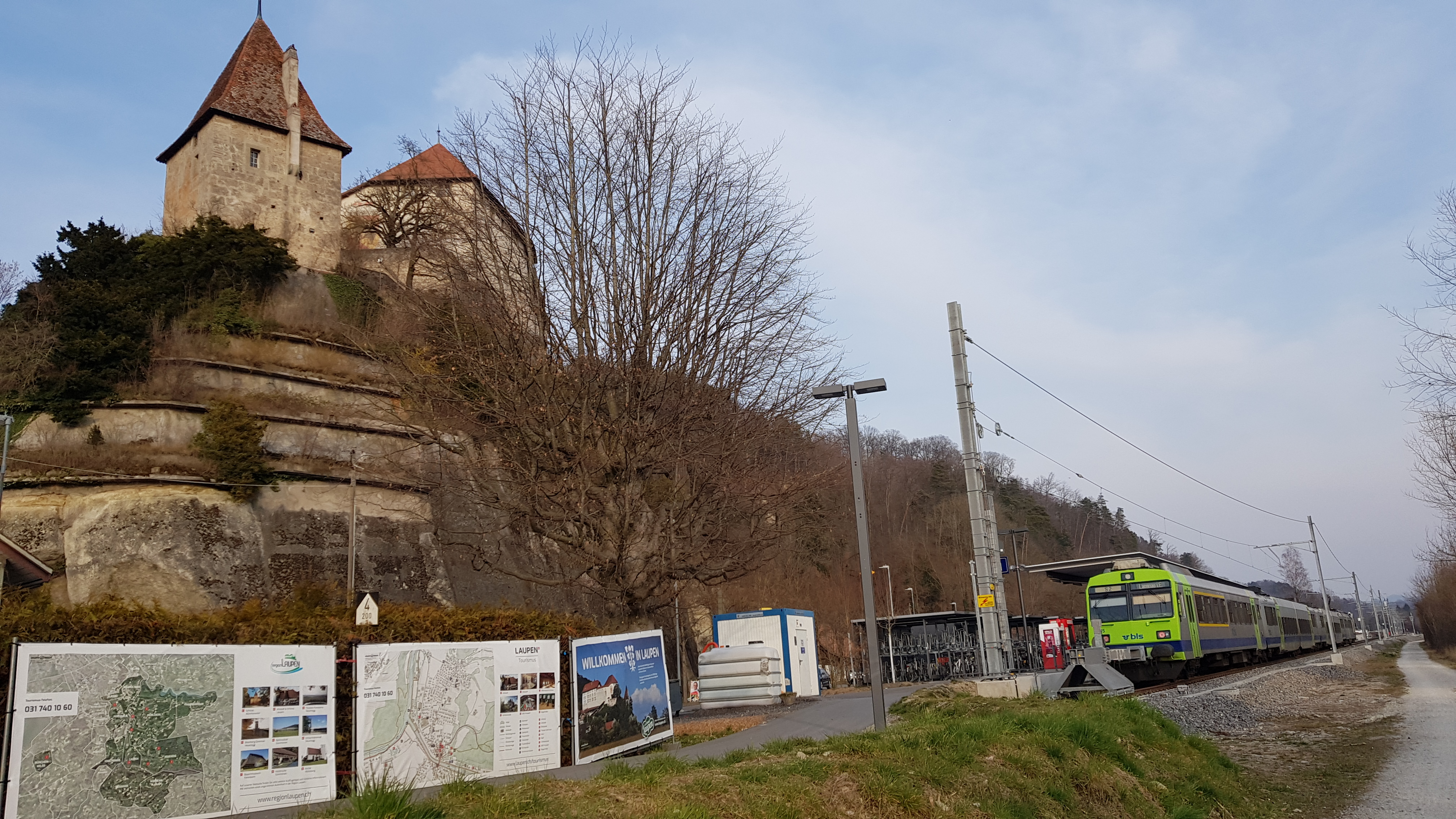
Der neu angelegte Bahnhof Laupen BE verfügt nur noch über ein (1) Perrongleis (2022)

Am 23. Mai 1993 wurde der Bahnbetrieb zwischen Laupen und Gümmenen eingestellt und durch Autobusse ersetzt. Die Züge verkehrten nur noch zwischen Flamatt und Laupen. Ab 2001 wurden die Züge durch die SBB betrieben und ab Dezember 2004 – mit der Einführung der S-Bahn Bern – durch die BLS Lötschbergbahn, inzwischen BLS AG. Der Güterverkehr reduzierte sich infolge der Produktionseinstellung der Grossdruckerei Amcor Rentsch Laupen, der Schliessung des Öl-Pflichtlagers in Laupen und des strukturellen Wandels der Industrie massiv. Seit 2005 hat SBB Cargo keine Güterkunden mehr an der STB-Strecke.
Die stillgelegte Strecke zwischen Gümmenen und Laupen wird heute für touristische Zwecke genutzt. In Laupen können Velodraisinen gemietet werden, um auf Schienen nach Gümmenen zu fahren. Vor dem Viadukt befindet sich ein Picknickplatz mit Wendemöglichkeit. Die Schienen wurden auf beiden Seiten, in Laupen und Gümmenen, auf ca. 60 Meter herausgerissen, somit ist die Strecke nicht mehr mit Zügen befahrbar.
Die Bahninfrastruktur zwischen Flamatt und Laupen sowie die Eisenbahn-Infrastrukturkonzession befinden sich immer noch im Eigentum der Sensetalbahn-Gesellschaft, deren Betriebsführung die SBB besorgen. Die Züge der BLS fahren jede halbe Stunde bis Laupen mit Zugskreuzungen in Neuenegg. Das ehemalige Stellwerk aus dem Jahre 1966 erforderte lokale Bedienung. Seit dem 13. April 2012 ist das neue Stellwerk mit Fernsteuerung ab Olten in Betrieb.
Im Herbst 2014 wurden alle ungesicherten Bahnübergänge aufgehoben und durch einen neu mit Barrierenanlage ausgerüsteten bei Freiburghaus ersetzt.
Am 16. Dezember 2019 begannen die Bauarbeiten zur kompletten Sanierung der Strecke sowie der Neuanlage eines vereinfachten Endbahnhofs Laupen. Es entstand ein Stumpengleis mit überdachtem Perron, 300 Meter wurden Richtung Neuenegg verschoben. Damit fährt die Bahn nur noch bis zur Sensebrücke, ein Niveauübergang wurde eliminiert. Während der Arbeiten blieb der Zugsverkehr eingestellt. Aufgrund von Verzögerungen wegen der Corona-Pandemie sowie längeren Bewilligungsverfahren wurde die Sperrung über den geplanten Abschluss Ende 2020 hinaus verlängert. Seit dem 5. April 2021 fahren die BLS-Züge der S-Bahn-Linie Laupen–Bern–Langnau i. E. wieder. Sämtliche Stationen wurden barrierefrei ausgebaut, die Perrons verlängert, Fahrleitung und Gleise für CHF 64 Millionen erneuert.

## Busbetrieb
Die Sensetalbahn AG war Konzessionärin der Autobuslinien Thörishaus–Neuenegg–Laupen–Gümmenen und Kerzers–Golaten–Wileroltigen–Gurbrü. Zudem betrieb sie eine Buslinie im Auftrag von PostAuto.
- 30.130 Thörishaus Dorf–Neuenegg–(Laupen)
- 30.541 Kerzers–Golaten–Wileroltigen–Gurbrü
- 30.550 Laupen–Gümmenen
- 30.560 Mühleberg–Allenlüften–Rosshäusern (im Auftrag von PostAuto)

Diese Konzessionen wechselten aber per 13. Dezember 2009 zu Postauto, womit die Sensetalbahn auch dieses Tätigkeitsgebiet verlor.
Ferner war die Sensetalbahn Konzessionärin der Nachtbusverbindungen «Nightbird» auf den Strecken Zürich–Luzern, Brugg–Basel und Brugg–Olten.